# Skynet 2A
O Skynet 2A foi um satélite de comunicação geoestacionário britânico construído pela Marconi Space and Defence Systems que seria operado pelo MoD. O satélite foi baseado na plataforma Skynet-2 Bus. Devido a uma falha o Skynet 2A foi colocado em uma órbita inútil  (96 km x 3406 km x 37.6°), em 27 de janeiro de 1974 o mesmo foi direcionado a uma reentrada controlada na atmosfera terrestre e foi destruído.

## História
O Skynet satélites foi construído pela Marconi Space e Sistemas de Defesa com a ajuda de Philco Ford. Ele era estabilizada por rotação e pesa 240 kg. O Skynet 2A utilizava dois canais de comunicação, um de 20 MHz e o outro de 2 MHz. Mas o Skynet 2A foi perdido em uma tentativa mal sucedida de lançamento em janeiro de 1974.

## Lançamento
O satélite foi lançado ao espaço no dia 18 de janeiro de 1974, por meio de um veículo Delta 2313, a partir da Estação da Força Aérea de Cabo Canaveral na Flórida, EUA. Ele tinha uma massa de lançamento de 243 kg.

## Falha
Um curto-circuito em uma placa de circuito do pacote eletrônico (no segundo estágio) deixou os estágios superiores e o satélite em uma órbita baixa e instável (96x3,406 km x 37,6 graus) que rapidamente se deteriorou. Uma investigação revelou que um revestimento inferior tinha sido usado na placa de circuito.
Apesar de ter ficado em uma órbita instável, as estações terrestres localizaram com sucesso e monitoraram o Skynet 2A e foram capazes de usar as leituras de telemetria dos painéis solares para determinar o seu alinhamento. Com base nesta análise, decidiu-se utilizar os propulsores de alinhamento para retirar a unidade da órbita, o satélite foi destruído quando reentrou na atmosfera da Terra em 27 de janeiro de 1974.